# Snoop Doggs diskografi
Detta är rapparen Snoop Doggs diskografi.

## Album

### Solo
1991 - Over the Counter (demo)
| År   | Album                                                                     | Listposition | Listposition | Listposition | Listposition | Listposition | Listposition | Certifikat                                                                                    |
| År   | Album                                                                     | US           | UK           | CAN          | GER          | FRA          | AUS          | Certifikat                                                                                    |
| ---- | ------------------------------------------------------------------------- | ------------ | ------------ | ------------ | ------------ | ------------ | ------------ | --------------------------------------------------------------------------------------------- |
| 1993 | Doggystyle - Skivbolag: Death Row                                         | 1            | 38           |              |              |              |              | - CRIA (CAN):                                                                                 |
| 1996 | Tha Doggfather - Skivbolag: Death Row                                     | 1            | 15           |              |              |              |              | - CRIA (CAN): Platinum                                                                        |
| 1998 | Da Game Is to Be Sold, Not to Be Told - Skivbolag: No Limit               | 1            | 28           |              |              | 14           |              | - BPI (UK): Platinum                                                                          |
| 1999 | No Limit Top Dogg - Skivbolag: No Limit                                   | 2            | 48           |              |              |              | 48           | - CRIA (CAN): Guld                                                                            |
| 2000 | Tha Last Meal - Skivbolag: No Limit                                       | 4            | 62           | 23           |              |              | 38           | - CRIA (CAN): Platinum                                                                        |
| 2002 | Paid tha Cost to Be Da Bo$$ - Skivbolag: Priority/Capitol                 | 12           | 64           |              |              | 103          | 55           | - CRIA (CAN): Guld                                                                            |
| 2004 | R&G (Rhythm & Gangsta): The Masterpiece - Skivbolag: Doggystyle/Geffen    | 6            | 12           |              | 14           | 14           | 38           | - CRIA (CAN): Platinum                                                                        |
| 2006 | Tha Blue Carpet Treatment - Skivbolag: Doggystyle/Geffen                  | 5            | 47           |              | 41           | 8            | 56           | - NFPP (Ryssland): Guld - RIAA (US): Platinum                                                 |
| 2008 | Ego Trippin' - Skivbolag: Doggystyle/Geffen                               | 3            | 24           | 4            | 29           | 19           | 19           | - NFPP (Ryssland): Guld - försäljning I USA: 388,167 - försäljning över hela världen: 785,247 |
| 2009 | Malice In Wonderland - Släpps: september 2009 - Skivbolag: Doggystyle/MTV |              |              |              |              |              |              |                                                                                               |

### Sammanställningar och speciella album
| 2000 | Dead Man Walkin' - Skivbolag: Death Row                                                              | 24  | 11 |
| 2001 | Death Row: Snoop Doggy Dogg at His Best - Skivbolag: Death Row/Priority                              | 28  |    |
| 2002 | Snoop Dogg Presents…Doggy Style Allstars Vol. 1 - Skivbolag: Doggystyle                              | 19  |    |
| 2003 | Tha Dogg: Best of the Works - Skivbolag: Death Row                                                   |     |    |
| 2005 | Snoopified - Skivbolag: Priority                                                                     | 121 |    |
| 2005 | Welcome to tha Chuuch: Da Album - Skivbolag: Doggystyle/Koch                                         |     |    |
| 2007 | Snoop Dogg Presents: Unreleased Heatrocks - Skivbolag: Doggystyle/MySpace                            |     |    |
| 2007 | Snoop Dogg Presents The Big Squeeze - Skivbolag: Doggystyle/Koch                                     | 71  |    |
| 2007 | Snoop Dogg A Tribute To 2 Pac - Skivbolag: Phantom Sound & Vision                                    |     |    |
| 2008 | Getcha Girl Dogg - Skivbolag: K-Town                                                                 |     |    |
| 2008 | Snoop Dogg Presents Christmas In Tha Dogg House - Skivbolag: Doggystyle/Gangsta Grooves Distribution |     |    |
| 2009 | Welcome to tha Chuuch: Da Album 2 - Skivbolag: Doggystyle/Gangsta Grooves Distribution               |     |    |

### Officiella mixalbum
- 2006: DJ Whoo Kid & DJ Drama & DJ Skee & Snoop Dogg - Tha Blue Carpet Treatment Mixtape
- 2006: DJ L-Gee & Snoop Dogg & The Game - One Crip One Blood
- 2007: DJ Skee & Snoop Dogg Present Terrace Martin - Signal Flow

#### Welcome to Tha Chuuch
- 2004: Welcome to Tha Chuuch Vol. 1
- 2004: Welcome to Tha Chuuch Vol. 2
- 2004: Welcome to Tha Chuuch Vol. 3
- 2005: Welcome to Tha Chuuch Vol. 4
- 2005: Welcome to Tha Chuuch Vol. 5: the Revival
- 2005: Welcome to Tha Chuuch Vol. 6: Testify
- 2005: Welcome to Tha Chuuch Vol. 7: Step Ya Game Up
- 2005: Welcome to Tha Chuuch Vol. 8: Preach Tabernacal
- 2005: Welcome to Tha Chuuch Vol. 9: the One and Only

## Studioalbum
| År   | Album                                                            | US           | RIAA                       |
| ---- | ---------------------------------------------------------------- | ------------ | -------------------------- |
| 1995 | Dogg Food - Skivbolag: DeathRow/Interscope                       | 1            | 2× Multi-Platinum          |
| 2000 | Snoop Dogg Presents Tha Eastsidaz - Skivbolag: Dogghouse/TVT     | 8            | Platinum                   |
| 2001 | Duces 'n Trayz: The Old Fashioned Way - Skivbolag: Dogghouse/TVT | 4            | Guld                       |
| 2004 | The Hard Way - Skivbolag: TVT                                    | 4            |                            |
| 2006 | Cali Iz Active - Skivbolag: Doggystyle/Koch                      | 28           |                            |
| 2008 | Snoop Dogg Presents Dubb Union - Skivbolag: Doggy                | 119 (US R&B) | försäljningar i USA : 1624 |

## Singlar

### Solo
| År   | Singel                                                                                   | Listposition | Listposition | Listposition | Listposition | Album                                   |
| År   | Singel                                                                                   | US Hot 100   | US R&B       | US Rap       | UK           | Album                                   |
| ---- | ---------------------------------------------------------------------------------------- | ------------ | ------------ | ------------ | ------------ | --------------------------------------- |
| 1993 | "Who Am I (What's My Name)?" (med Dr. Dre & Jewell)                                      | 8            | 8            | 1            | 20           | Doggystyle                              |
| 1994 | "Gin and Juice" (med Daz Dillinger)                                                      | 8            | 13           | 1            | 39           | Doggystyle                              |
| 1994 | "Lodi Dodi"[A]                                                                           | 63           | -            | -            | -            | Doggystyle                              |
| 1994 | "Doggy Dogg World" (med Tha Dogg Pound & The Dramatics)[A]                               | 46           | 25           | -            | 32           | Doggystyle                              |
| 1994 | "Murder Was The Case"[A]                                                                 | 67           | -            | -            | -            | Murder Was the Case                     |
| 1996 | "Snoop's Upside Ya Head" (med Charlie Wilson)[A]                                         | -            | 37           | -            | 12           | Tha Doggfather                          |
| 1997 | "Doggfather"                                                                             | -            | -            | -            | 36           | Tha Doggfather                          |
| 1997 | "Vapors"                                                                                 | -            | -            | 18           | 18           | Tha Doggfather                          |
| 1998 | "Still a G Thang"                                                                        | 34           | 16           | 3            | -            | Da Game Is to Be Sold, Not to Be Told   |
| 1999 | "Woof!"                                                                                  | 62           | 31           | 3            | -            | Da Game Is to Be Sold, Not to Be Told   |
| 1999 | "G Bedtime Stories"                                                                      | -            | -            | -            | -            | No Limit Top Dogg                       |
| 1999 | "Snoopafella"                                                                            | -            | 116          | -            | -            | No Limit Top Dogg                       |
| 1999 | "Bitch Please" (feat. Xzibit & Nate Dogg)                                                | 77           | 26           | -            | -            | No Limit Top Dogg                       |
| 1999 | "Down 4 My Niggaz" (feat. C-Murder & Magic)                                              | 111          | 29           | -            | -            | No Limit Top Dogg                       |
| 2000 | "Snoop Dogg (What's My Name II)"                                                         | 77           | 25           | -            | 13           | Tha Last Meal                           |
| 2000 | "Wrong Idea" (feat. Bad Azz, Lil ½ Dead & Kokane)                                        | -            | -            | -            | -            | Tha Last Meal                           |
| 2001 | "Lay Low" (feat. Master P, Nate Dogg, Butch Cassidy, Goldie Loc, & Tray Deee)            | 50           | 20           | -            | -            | Tha Last Meal                           |
| 2002 | "Losin' Control" (feat. Butch Cassidy & Soopafly)                                        | -            | -            | -            | -            | Tha Last Meal                           |
| 2002 | "From tha Chuuuch to da Palace" (feat. Pharrell)                                         | 77           | 31           | 16           | 27           | Paid tha Cost to Be da Bo$$             |
| 2003 | "Beautiful" (feat. Charlie Wilson & Pharrell)                                            | 6            | 3            | 3            | 23           | Paid tha Cost to Be da Bo$$             |
| 2004 | "Drop It Like It's Hot" (feat. Pharrell)                                                 | 1            | 1            | 1            | 10           | R&G (Rhythm & Gangsta): The Masterpiece |
| 2004 | "Let's Get Blown" (feat. Pharrell)                                                       | 54           | 19           | 12           | 13           | R&G (Rhythm & Gangsta): The Masterpiece |
| 2005 | "Signs" (feat. Charlie Wilson & Justin Timberlake)                                       | 46           | -            | -            | 2            | R&G (Rhythm & Gangsta): The Masterpiece |
| 2005 | "Ups and Downs"                                                                          | -            | 67           | -            | 36           | R&G (Rhythm & Gangsta): The Masterpiece |
| 2006 | "Vato" (feat. B-Real)                                                                    | -            | 85           | -            | -            | Tha Blue Carpet Treatment               |
| 2006 | "That's That Shit" (feat. R. Kelly)                                                      | 20           | 9            | 3            | 38           | Tha Blue Carpet Treatment               |
| 2006 | "Candy (Drippin' Like Water)" (feat. E-40, MC Eiht, Goldie Loc, Daz Dillinger, & Kurupt) | -            | -            | -            | -            | Tha Blue Carpet Treatment               |
| 2007 | "Boss' Life" (Remix) (feat. Nate Dogg)                                                   | -            | 65           | -            | -            | Tha Blue Carpet Treatment               |
| 2007 | "Sexual Eruption"                                                                        | 7            | 5            | 10           | 24           | Ego Trippin'                            |
| 2008 | "Neva Have 2 Worry"                                                                      | -            | -            | -            | -            | Ego Trippin'                            |
| 2008 | "Life of da Party" (feat. Too Short & Mistah F.A.B.)                                     | 105          | 48           | 14           | -            | Ego Trippin'                            |

Noter
- A^ Songs did not chart on the Hot 100 or Hot R&B/Hip-Hop charts (Billboard rules at the time prevented album cuts from charting). Chart peak listed here represents Hot 100 Airplay and Hot R&B/Hip-Hop Airplay charts data.
- B^ Failed to chart on the U.S. Hot Country Songs chart.

### Som medsångare
| Year | Song                                                                                                  | US Hot 100 | US R&B | US Rap | UK | Album                               |
| ---- | --- | ---------- | ------ | ------ | -- | ----------------------------------- |
| 1992 | "Deep Cover" (Dr. Dre feat. Snoop Dogg)                                                               | -          | 46     | 4      | -  | Deep Cover Soundtrack               |
| 1993 | "Nuthin' but a "G" Thang" (Dr. Dre feat. Snoop Dogg)                                                  | 2          | 2      | 1      | 38 | The Chronic                         |
| 1993 | "Fuck Wit Dre Day" (Dr. Dre feat. Snoop Dogg)                                                         | 8          | 6      | 13     | -  | The Chronic                         |
| 1993 | "Let Me Ride" (Dr. Dre feat. Snoop Dogg)                                                              | 34         | 34     | 3      | -  | The Chronic                         |
| 1994 | "Lil Ghetto Boy" (Dr. Dre feat. Snoop Dogg & Daz Dillinger)                                           | -          | -      | -      | -  | The Chronic                         |
| 1996 | "New York, New York" (Tha Dogg Pound feat. Snoop Dogg)                                                |            |        |        |    | Dogg Food                           |
| 1996 | "2 of Amerikaz Most Wanted" (2Pac feat. Snoop Dogg)                                                   |            |        |        |    | All Eyez On Me                      |
| 1998 | "Never Leave Me Alone" (Nate Dogg feat. Snoop Dogg)                                                   | 33         | 22     | -      | -  | G-Funk Classics, Vol. 1 & 2         |
| 1999 | "Still D.R.E." (Dr. Dre feat. Snoop Dogg)                                                             | 93         | 32     | 1      | 6  | 2001                                |
| 1999 | "Bow Wow (That's My Name)" (Bow Wow feat. Snoop Dogg)                                                 | 21         | 9      | 1      | 6  | Beware of Dog                       |
| 2000 | "Crybaby" (Mariah Carey feat. Snoop Dogg)                                                             | 28         | 23     | -      | -  | Rainbow                             |
| 2000 | "The Next Episode" (Dr. Dre feat. Snoop Dogg & Nate Dogg)                                             | 23         | 5      | 3      | 3  | 2001                                |
| 2000 | "Game Don't Wait" (Warren G feat. Nate Dogg & Snoop Dogg)                                             | -          | 58     | -      | -  | I Want It All                       |
| 2002 | "The Streets" (WC feat. Snoop Dogg & Nate Dogg)                                                       | 87         | 45     | 20     | 48 | Ghetto Heisman                      |
| 2002 | "Welcome to Atlanta" (Coast to Coast Remix) (Jermaine Dupri feat. P. Diddy, Murphy Lee, & Snoop Dogg) | 35         | 15     | 3      | -  | Instructions                        |
| 2002 | "Bigger Business" (Swizz Beatz feat. Ron Isley, Diddy, Birdman, Jadakiss, Snoop Dogg & Cassidy)       | -          | 72     | -      | -  | Presents G.H.E.T.T.O. Stories       |
| 2003 | "Holidae In" (Chingy feat. Ludacris & Snoop Dogg)                                                     | 3          | 2      | 2      | 35 | Jackpot                             |
| 2003 | "P.I.M.P." (Remix) (50 Cent feat. Snoop Dogg, Lloyd Banks, & Young Buck)                              | 3          | 2      | 1      | 5  | Get Rich or Die Tryin'              |
| 2004 | "I Wanna Thank Ya" (Angie Stone feat. Snoop Dogg)                                                     | -          | 61     | -      | 31 | Stone Love                          |
| 2005 | "Don't Stop" (Beanie Sigel feat. Snoop Dogg)                                                          | -          | 107    | -      | -  | The B. Coming                       |
| 2005 | "Blackout" (Mashonda feat. Snoop Dogg)                                                                | -          | 96     | -      | -  | January Joy                         |
| 2006 | "Say Somethin'" (Mariah Carey feat. Snoop Dogg)                                                       | 79         | -      | -      | 28 | The Emancipation of Mimi            |
| 2006 | "Buttons" (Remix) (Pussycat Dolls feat. Snoop Dogg)                                                   | 3          | -      | -      | 3  | PCD                                 |
| 2006 | "Gangsta Zone" (Daddy Yankee feat. Snoop Dogg)                                                        | -          | -      | -      | -  | Barrio Fino En Directo              |
| 2006 | "Cali Iz Active" (Tha Dogg Pound feat. Snoop Dogg)                                                    | -          | -      | -      | -  | Cali Iz Active                      |
| 2006 | "Gangsta Walk" (Coolio feat. Snoop Dogg)                                                              | -          | -      | -      | 67 | The Return of the Gangsta           |
| 2006 | "Hollywood Divorce" (Outkast feat. Snoop Dogg & Lil Wayne)                                            | -          | 120    | -      | -  | Idlewild                            |
| 2006 | "Go to Church" (Ice Cube feat. Lil Jon & Snoop Dogg)                                                  | 121        | 67     | 25     | -  | Laugh Now, Cry Later                |
| 2006 | "I Wanna Love You" (Akon feat. Snoop Dogg)                                                            | 1          | 3      | -      | 3  | Konvicted/Tha Blue Carpet Treatment |
| 2006 | "That Girl" (Pharrell feat. Snoop Dogg)                                                               | -          | -      | -      | -  | In My Mind                          |
| 2007 | "My '64" (Mike Jones feat. Bun B & Snoop Dogg)                                                        | 101        | 53     | 22     | -  | The American Dream                  |
| 2007 | "Speaker" (David Banner feat. Akon, Lil Wayne, & Snoop Dogg)                                          | -          | 66     | -      | -  | Greatest Story Ever Told            |
| 2007 | "Real Man" (Lexington Bridge feat. Snoop Dogg)                                                        | -          | -      | -      | -  | The Vibe                            |
| 2007 | "Vibe" (Tha Dogg Pound feat. Snoop Dogg)                                                              | -          | -      | -      | -  | Dogg Chit                           |
| 2007 | "Ghetto" (Kelly Rowland feat. Snoop Dogg)                                                             | -          | 109    | -      | -  | Ms. Kelly                           |
| 2008 | "Lose Your Life" (The Alchemist feat. Snoop Dogg, Jadakiss och Pusha T)                               | -          | -      | -      | -  | The Alchemist's Cookbook            |
| 2009 | "Bottle Pop" (Pussycat Dolls fea. Snoop Dogg)                                                         | -          | -      | -      | -  | Doll Domination                     |
| 2009 | "Day Dreaming" (DJ Drama feat. Akon, Snoop Dogg, & T.I.)                                              | -          | 88     | -      | -  | Gangsta Grillz: The Album (Vol. 2)  |
| 2009 | "Swagger" (Grandmaster Flash feat. Red Café, Snoop Dogg, & Lynda Carter)                              | -          | -      | -      | -  | The Bridge - Concept Of A Culture   |
| 2009 | "Groove On" (Timati feat. Snoop Dogg)                                                                 | -          | -      | -      | -  | The Boss                            |
|      | "Dime Piece" (LiLana feat. Snoop Dogg & Big Sha)                                                      | -          | -      | -      | -  | TBA                                 |

## Gästuppträdanden
1992
- "Deep Cover" (från albumet Deep Cover (soundtrack))
- "The Chronic (Intro)", "Fuck Wit Dre Day (And Everbody's Celebratin')", "Let Me Ride", "The Day The Niggaz Took Over", "Lil Ghetto Boy", "Nuthin' but a "G" Thang", "Deeez Nuuuts", Rat-Tat-Tat-Tat", "Stranded On Death Row", "A Nigga Witta Gun", "Bitches Ain't Shit" (from Dr. Dre's album The Chronic)

1994
- "Big Pimpin, "Dogg Pound 4 Life" (från albumet Above the Rim (Original Soundtrack)

1995
- "Save Yourself" (from the album The Show (Original Soundtrack))
- "187um" (from the album One Million Strong)
- "New York, New York", "Cyco-Lic-No (Bitch Azz Niggaz)", "Smooth", "Do What I Feel", "If We All Fuc", "Some Bomb Azz Pussy" (from the Tha Dogg Pound album Dogg Food)

1996
- "All About U", "2 Of Amerikaz Most Wanted" (from the album 2pac album All Eyez on Me)

1997
- Gettin' Funky feat. SWV from the album Release Some Tension
- Player's Way feat. Rick James from the album Urban Rapsody
- The Fatha Figure from the album Heat
- Freakly Tales from the album In Tha Beginning...There Was Rap (Sampler)
- Rough Rugged And Raw feat. Lady Of Rage & Dat Nigga Daz from the album Necessary Roughness
- Wanted Dead or Alive feat. 2Pac from the album Gridlock'd (Original Soundtrack)
- Out The Moon (Boom, Boom, Boom) feat. 2Pac, Hershey Loc, Tray Deee & Soopafly from the album Gridlock'd (Original Soundtrack)
- Off The Hook feat. Charlie Wilson, James DeBarge & Val Young from the album Gridlock'd (Original Soundtrack)
- Hollywood Bank Robbery feat. Tha Gang & Kurupt from the album Gang Related (soundtrack)
- Gangstas feat. Mystikal & Master P from the album Unpredictable
- Wa Just Wanna Party With You feat. Jermaine Dupri from the album Men in Black (film) OST
- Only In California feat. Mack 10 & Ice Cube from the album Based on a True Story

1998
- O.G. feat. Daz Dillinger from the album Retaliation, Revenge And Get Back
- Feel So Good feat. The Eastsiders from the album Ride OST
- Ghetto Fabulous feat. Mystikal & Charlie Wilson from the album Ghetto Fabulous
- The Shaggy Show feat. Insane Clown Posse from the album The Amazing Jeckel Brothers
- Let's Go Do It feat. Mystikal & Silkk The Shocker from the album Ghetto Fabulous
- So Watcha Want feat. MC Ren & RBX from the album Ruthless for Life
- Who Got That Fire feat. Fiend & Master P from the album There's One in Every Family
- Medley For A feat. DJ Quik, Nate Dogg, AMG, 2nd II None, Hi-C & El from the album Rhythm-al-ism
- Soldiers, Riders, G's feat. Master P, Silkk The Shocker & Mystikal from the album MP Da Last Don
- Thug Girl feat. Master P & Silkk The Shocker from the album MP Da Last Don
- War Wounds feat. Master P, Silkk The Shocker, Fiend & Mystikal from the album MP Da Last Don
- Mama Raised Me feat. Master P & Soulja Slim from the album MP Da Last Don
- Snitches feat. Master P from the album MP Da Last Don
- Make Em Say Uhh #2 feat. Master P, Silkk The Shocker, Fiend & Mia X from the album MP Da Last Don
- Studio B feat. Gambino Family & Mo B. Dick from the album Ghetto Organized
- What's Ya Point feat. Mia X & Fat Joe from the album Mama Drama
- Ride One/Caught Up! feat. Kurupt from the album Caught Up OST
- Ghetto Life feat. Steady Mobb'n & Master P from the album Black Mafia
- Light Green And Remmy feat. Steady Mobb'n from the album Black Mafia
- Turn Me Up feat. Steady Mobb'n from the album Black Mafia
- Never Leave Me Alone feat. Nate Dogg from the album G-Funk Classics, Vols. 1 & 2
- Friends feat. Nate Dogg & Warren G from the album G-Funk Classics, Vols. 1 & 2
- Puppy Love feat. Nate Dogg, Daz Dillinger & Kurupt from the album G-Funk Classics, Vols. 1 & 2
- Dogg Pound Gangstaville feat. Nate Dogg & Kurupt from the album G-Funk Classics, Vols. 1 & 2
- Gangsta Shit feat. Full Blooded from the album Memorial Day
- Protector's Of 1472 feat. Jermaine Dupri, Warren G & R.O.C. from the album Jermaine Dupri Presents Life In 1472
- Throw Yo Hood Up feat. Silkk The Shocker from the album Charge It 2 da Game
- LBC Ant The ING feat. Mack 10 from the album The Recipe
- Lifestylez Of A G feat. Lifestyle Crew from the album Fakin' Da Funk The Soundtrack
- Gangsta Move from the album No Limit Soldiers Compilation: We Can't Be Stopped
- Hooked from the album I Got The Hook Up OST
- We Be Puttin It Down feat. Bad Azz from the album Word On The Street
- "Interlude", "Unify", "We're Unified" (from the album Kid Capri album Soundtrack to the Streets)
- Ball 'Till We Fall feat. Magic &Steady Mobb'n from the album Sky's The Limit
- Gangsta Gangsta feat. C-Murder from the album Straight Outta Compton: N.W.A 10th Anniversary Tribute
- Message From Snoop Dogg from the album School Dayz
- Get Ya Girl Dogg feat. MC Eith & Jay-O-Felony from the album Straight Outta Cali
- Come And Get With Me feat. Keith Sweat from the album Still In The Game
- Woof! feat. Mac, Mia X & Big Ed from the album Shell Shocked
- My Old Ledy feat. Prime Suspects & Fiend from the album Guilty Til Proven Innocent
- Dying In My City feat. C-Murder & Magic from the album Mean Green: Major Players Compilation

1999
- Gangsta Talk feat. C-Murder from the album Bossalinie
- Ghetto Millionaire feat. C-Murder, Kurupt & Nate Dogg from the album Bossalinie
- Don't Be Foolish feat. Daz Dillinger & Kurupt from the album Foolish OST
- "Fuck You", "Still D.R.E.", "Next Episode", "Bitch Niggaz" feat. Dr. Dre & Devin The Dude from the album 2001
- We Will Rock You from the album Fox Sports Presents: Game Time!
- Dangerous MC's feat. The Notorious B.I.G., Mark Curry & Busta Rhymes from the album Born Again
- Crybaby feat. Mariah Carey from the album Rainbow
- G'd Up feaz. Tha Eastsidaz from the album G'd Up
- Get It Up feat. Silkk The Shocker from the album Made Man
- Suppose To Be Friend feat. Master P & Charlie Wilson from the album Da Crime Family
- It's A Beautiful Thing feat. C-Murder from the album Da Crime Family
- Throw It Up feat. Rappin' 4-Tay, Tray Deee & Roger Troutman from the album Introduction To Makin'
- "Represent Dat G.C.", "Neva Gonna Give It Up", from the album Tha Streetz Iz a Mutha
- Change Gone Come from the album Well Connected
- Life In The Projects from the album The P.J.'s Soundtrack
- White Boyz feat. T-Bo from the album White Boyz OST
- The Shaggy Show ft. Insane Clown Posse & Gangsta Fun from the album The Amazing Jeckel Brothers
- Doggs Ride feat. Lil' Italy & Don P from the album On Top of da World
- Wa Ain't Hard To Find feat. Lil' Italy & Mystikal from the album On Top Of Da World
- You Never Know feat. Warren G, Phast Bossi & Reel Tight from the album I Want It All
- Game Don't Wait feat. Warren G & Nate Dogg from the album I Want It All
- The War Iz On feat. Krayzie Bone, Kurupt & Layzie Bone from the album Thug Mentality 1999

2000
- G'd Up feat. Tha Eastsidaz from the album 3 Strikes OST
- Speak It On feat. The Comrads from the album Wake Up And Ball
- Bow Wow (That's My Name) feat. Lil' Bow Wow from the album Beware of Dog
- Dogg Market feat. Brotha Lynch Hung from the album EBK4
- X feat. Xzibit from the album Restless
- D.N.A. (Drugs-N-Alkahol) feat. Xzibit from the album Restless
- Conditioner feat. Wu-Tang Clan from the album The W
- Get Your Mind Right Mami feat. Jay-Z from the album The Dynasty: Roc La Familia
- Bitch Please II feat. Eminem, Dr. Dre, Xzibit & Nate Dogg from the album The Marshall Mathers LP
- Concrete Jungle feat. C-Murder, Kokane, Goldie Loc & Tray Deee from the album Trapped in Crime
- Down For My Down feat. C-Murder & Magic from the album Trapped in Crime
- Fuck A Bitch feat. DJ Clue & Kurupt from the album The Professional 2
- Just A Baby Boy feat. Tyrese & Mr. Tan from the album 2000 Watts
- You feat. Lucy Pearl & Q-Tip from the album Lucy Pearl
- The Game Is Cold feat. B-Legit from the album Hempin' Ain't Easy
- U Can't Fuck With Me feat. LL Cool J, Xzibit & Jayo Felony from the album G.O.A.T.
- When The Pain Inflict DJ Muggs featuring Snoop Dogg, Kurupt and Roscoe from the album DJ Muggs presents Soul Assassins chapter II.

2001
- "Bring Back The G Shit" (from the Kurupt album Space Boogie: Smoke Oddessey)
- "On The Boulevard", "The Wash" (from The Wash OST)
- "Figadoh" (from Rush Hour 2 OST)
- "Ditty Dum Ditty Doo" (from the Nate Dogg album Music and Me)
- "No More Games" (from Thug Lifestyles)
- "Dat Whoopty Woop" (from the Soopafly album Dat Whoopty Woop)
- "Up On Things" (from the Fabolous album Street Dreams)
- "Pop Lockin", "I Wish" (from the Silkk the Shocker album My World, My Way)
- "We From The LBC", "Money 2 Fold", "Dogghouse Ridaz", "Wrong Idea" (from the Bad Azz album Personal Business)
- "Cruisin'" (from the Jadakiss album Kiss Tha Game Goodbye)
- "Yo' Sassy Ways" (from the Warren G album The Return of the Regulator)
- "Ladies And Gents" (from the Angie Martinez album Up Close And Personal)
- "Just a Baby Boy", "Crip Hop" (from Baby Boy OST)
- "Smoke" (from the The Dogg Pound album 2002)
- "Every Single Day" (from the Tha Dogg Pound album 2002)
- "WCSR" (from the Kid Rock album Cocky)
- "Welcome to Atlanta" (from the Jermaine Dupri album Instructions)

2002
- "The Streets" (from the WC album Ghetto Heisman)
- "Losin' Your Mind" (from the Xzibit album Man Vs Machine)
- "What Y'All Want", "Poppin' Them Collars" (from the Krazy album Poppin' Collars)
- "That's Crazy (Remix)" (from the P. Diddy album We Invented the Remix Vol. 1)
- "Fine" (from the Tray Deee album The General's List)
- "Bigger Business" (from the Swizz Beatz album Presents G.H.E.T.T.O. Stories)

2003
- "In This Life..." (from the Gang Starr album The Ownerz)
- "Intro" (from the Daz Dillinger album DPGC: U Know What I'm Throwin' Up)
- "Do It Heavy" (from the T-Nutty album The Last Of The Floheakinz)
- "Holidae Inn" (from the Chingy album Jackpot)
- "Bosses" (from the Down AKA Kilo album California Cowboys)
- "Red Light - Green Light" (from the Limp Bizkit album Results May Vary)
- "Get Ready" (from the Ginuwine album The Senior)
- "P.I.M.P. (G Unit Remix)" (from the 50 Cent album Get Rich Or Die Tryin'
- "We Get Around" (from the Freeway album Philadelphia Freeway)
- "Hoes In My Room" (from the Ludacris album Chicken-N-Beer)
- "Dance Wit Me" (from True Crime: Streets of LA Soundtrack)
- "From Round Here" (from the Fiend album Can I Burn? 2)
- "Unjackable" (from the PFFR album United We Doth)

2004
- "Game Over" (from the Lil Flip album U Gotta Feel Me)
- "Vegitarian" (from the Goldie Loc album The After Party)
- "Make U Scream" (from the Cassidy album Split Personality
- "The Way I Am" (from the Knoc Turn'al album The Way I Am)
- "She Don't Know My Name" (from the Nelly album Suit)
- "I Get High" (from the Lloyd Banks album The Hunger For More)
- "DPG Unit" (from the Young Buck album Straight Outta Ca$hville)
- "Shine" (from the Jadakiss album Kiss of Death)
- "The Mack" (from the Bugzy album Bugzy)
- "Bitches Ain't Shit" (from the Lil Jon & the East Side Boyz album Crunk Juice)
- "Gold Diggers" (from the Kenoe album Game Over)
- "I Wanna Thank Ya" (from the Angie Stone album Stone Love)
- "We Some Dogs" (from the Method Man album Tical 0: The Prequel)
- "The Message" (from the DJ Glaze of Foesum album The Lost Tapez)
- "True To The Game" (from the DJ Glaze of Foesum album The Lost Tapez)
- "County Blues" (from the DJ Glaze of Foesum album The Lost Tapez)

2005
- "Westside Story Remix" (from the The Game album The Documentary)
- "I Got Game" (from the Nate Dogg album Nate Dogg)
- "Don't Stop" (from the Beanie Sigel album The B. Coming)
- "Say Somethin'" (from the Mariah Carey album The Emancipation of Mimi)
- "I Can Change" (from the John Legend album Get Lifted)
- "Had To Call" (from the Twista album The Day After)
- "Smokin' On Information" (from the Layzie Bone album It's Not a Game)
- "Happy Summertime" (from the R. Kelly album TP.3 Reloaded)
- "Caviar" (from the Bow Wow album Wanted)
- "Get U Down", "PYT", "Yes Sir", "Get U Down Part 2" (from the Warren G album In the Mid-Nite Hour)
- "Sexy Gurl" (from the Trina album Glamorest Life)
- "Kronik" (from the Lil' Kim album The Naked Truth)
- "Living The Life" (from the The Notorious B.I.G. album Duets: The Final Chapter)
- "Buttons" (from The Pussycat Dolls album PCD)
- "Blackout" (from the Mashonda album January Joy)
- "Gangsta Zone" (from the Daddy Yankee album Barrio Fino en Directo)
- "Pump Ya Brakes" (from the Will Smith album Lost and found)

2006
- "Keep Bouncin" (from the Too $hort album Blow The Whistle)
- "Gangsta Walk" (from the Coolio album The Return of the Gangsta)
- "That Girl" (from the Pharrell album In My Mind)
- "So Fly" (from the Suga Free album Just Add Water)
- "Go To Church", "You Gotta Lotta That" (from the Ice Cube album Laugh Now, Cry Later)
- "Hollywood Divorce" (from the Outkast album Idlewild)
- "I Wanna Fuck You" (from the Akon album Konvicted)
- "California Vacation" (from the The Game album Doctor's Advocate)
- "Pac's Life Remix" (from the 2Pac album Pac's Life)
- "Play On Playa" (from the Nas album Hip Hop Is Dead)
- "Get Low " (from the Black Ty album Alter Ego
- "Roll the Dice" (from the Black Ty album Alter Ego
- "Pose" (from the Justin Timberlake album FutureSex/LoveSounds)
- "DPG Fo' Life" (from the Daz Dillinger album  So So Gangsta )

2007
- "Hi-Definition" (from the Lupe Fiasco album The Cool)
- "Welcome to tha Hood" (from Hood of Horror O.S.T.)
- "Tha Turnaround", "Number 1", "Talented" (from the Soopafly album Bangin Westcoast)
- "Running Your Mouth" (from Greatest Hits)
- "Thou Shallt Not Kill" (from the Mobb Deep album The Infamous Archives)
- "I Ain't Fucking with U" (from the Young Buck album Buck the World)
- "What a Job" (from the Devin the Dude album Waitin' To Inhale)
- "Merry Jane" (from the Redman album Red Gone Wild)
- "Vibe", "Pull Ya Drawz Down" (from Tha Dogg Pound album Dogg Chit)
- "Everybody Know me" (from the Paul Wall album Get Money, Stay True)
- "My 64" (from the Mike Jones album The American Dream)
- "In It For The Money" (from the Lumidee album Unexpected)
- "Double Up" (from the R. Kelly album Double Up)
- "Not a Criminal (remix)" (from the Chamillionaire album Ultimate Victory)
- "Ghetto" (from the Kelly Rowland album Miss Kelly)
- "Walka Not a Talka" (from the Mýa album Liberation)
- "The Donque Song" (from the will.i.am album Songs About Girls)
- "Real Man (ftom the Lexington Bridge album The Vibe)
- "Dodgeball" (from the WC album Guilty by Affiliation)

2008
- "Party On" (from the Mistah F.A.B. album Da Yellow Bus Rydah)
- "Old School" (from the Lyfe Jennings album Lyfe Change)
- "Singh Is Kinng" (from the soundtrack of Singh Is Kinng)
- "Brand New" (from the Yung Joc album Hustlenomics)
- "Pain No More" (from the E-40 album The Ball Street Journal)
- "Lose Your Life" (from the The Alchemist album The Alchemist's Cookbook)
- "LA" (from the Nelly album Brass Knuckles)
- "A Dose of This" (from the JT the Bigga Figga album Mandatory Business (Block Edition))
- "Bottle Pop" (from the Pussycat Dolls album Doll Domination)
- "9mm" (from the David Banner album The Greatest Story Ever Told)
- "Me & My Cuzzin" (from the Daz Dillinger album Only on the Left Side)
- "Time Is Now" (from the MURS album Murs for President)

2009
- "Let It Out" (from the Charlie Wilson album Uncle Charlie)
- "Dr. Hyphenstein" (from B-Real album Smoke & Mirrors)
- "Swagger" (from the Grandmaster Flash album The Bridge)
- "Groove On" (from the Timati album The Boss)

## Musikvideor
| År   | Titel                         | Regissör                 |
| ---- | ----------------------------- | ------------------------ |
| 1993 | Who Am I (What's My Name)?    | Fab 5 Freddy             |
| 1994 | Gin and Juice                 | Dr. Dre                  |
| 1994 | Murder Was the Case           | Dr. Dre                  |
| 1994 | Doggy Dogg World              | Dr. Dre & Ricky Harris   |
| 1996 | Doggfather                    | Joseph Kahn              |
| 1997 | Vapors                        | Paul Hunter              |
| 1998 | Still a G Thang               | Michael Martin           |
| 1999 | G Bedtime Stories             | Gee Bee                  |
| 1999 | Woof                          |                          |
| 1999 | Bitch Please                  | Dr. Dre & Phillip Atwell |
| 2000 | Down For My N's               | J.J. Smith               |
| 2000 | Snoop Dogg                    | Chris Robinson           |
| 2001 | Lay Low                       | Hype Williams            |
| 2001 | Loosen Control                | Jeremy Rall              |
| 2001 | Wrong Idea                    |                          |
| 2002 | From tha Chuuuch to da Palace | Diane Martel             |
| 2003 | Beautiful                     | Chris Robinson           |
| 2004 | Drop It Like It's Hot         | Paul Hunter              |
| 2004 | Let's Get Blown               | Paul Hunter & Eminem     |
| 2004 | Signs                         | Paul Hunter              |
| 2005 | Ups & Downs                   | Anthony Mandler          |
| 2006 | Vato                          | Phillip Atwell           |
| 2006 | That's That                   | Benny Boom               |
| 2006 | I Wanna Fuck You              | Benny Boom               |
| 2006 | Boss' Life                    | Anthony Mandler          |
| 2006 | Candy (Drippin' Like Water)   | Pook Brown               |
| 2007 | Sexual Eruption               | Melina                   |
| 2008 | Neva Have 2 Worry             |                          |
| 2008 | Life of da Party              |                          |
| 2008 | My Medicine                   |                          |
| 2008 | Those Gurlz                   |                          |
| 2009 | Staxxx In My Jeans            |                          |

## Medsångare i musikvideor
| År   | Titel                                          | Artist               | Regissör                      |
| ---- | ---------------------------------------------- | -------------------- | ----------------------------- |
| 1992 | Deep Cover                                     | Dr. Dre              | Dr. Dre                       |
| 1993 | Nuthin' but a "G" Thang                        | Dr. Dre              | Dr. Dre                       |
| 1993 | Fuck Wit Dre Day (And Everybody's Celebratin') | Dr. Dre              | Dr. Dre                       |
| 1993 | Let Me Ride                                    | Dr. Dre              | Dr. Dre                       |
| 1994 | Lil Ghetto Boy                                 | Dr. Dre              |                               |
| 1995 | New York, New York                             | Tha Dogg Pound       |                               |
| 1996 | 2 of Amerikaz Most Wanted                      | Tupac                | Gobi                          |
| 1996 | Never Leave Me Alone                           | Nate Dogg            |                               |
| 1997 | Wanted Dead or Alive                           | Tupac                | Scott Kalvert                 |
| 1998 | Thug Girl                                      | Master P             |                               |
| 1999 | You'z a Ganxta                                 | DJ Quik              |                               |
| 1999 | Heartbreaker                                   | Mariah Carey         | Diane Martel                  |
| 1999 | Still D.R.E.                                   | Dr. Dre              | Hype Williams                 |
| 1999 | Break Stuff                                    | Limp Bizkit          |                               |
| 1999 | G'd Up                                         | Tha Eastsidaz        | Diane Martel                  |
| 2000 | Game Don't Wait                                | Warren G             | Mark Gerrard                  |
| 2000 | X                                              | Xzibit               | David Meyers                  |
| 2000 | Crybaby                                        | Mariah Carey         | Sanaa Hamri                   |
| 2000 | Got Beef                                       | Tha Eastsidaz        | Chris Robinson                |
| 2000 | The Next Episode                               | Dr. Dre              | Paul Hunter                   |
| 2000 | Bow Wow (That's My Name)                       | Bow Wow              | David Meyers & Jermaine Dupri |
| 2001 | I Luv It                                       | Tha Eastsidaz        | Paul Hunter                   |
| 2002 | Welcome to Atlanta (remix)                     | Jermaine Dupri       | Benny Boom                    |
| 2002 | The Streets                                    | WC                   | Chris Robinson                |
| 2003 | P.I.M.P. [Remix]                               | 50 Cent              | Chris Robinson                |
| 2004 | No Problem                                     | Lil Scrappy          |                               |
| 2005 | Don't Stop                                     | Beanie Sigel         | Bernard Gourley               |
| 2005 | Errtime                                        | Nelly                |                               |
| 2005 | Get U Down                                     | Warren G             | Paul Hunter                   |
| 2005 | Real Soon                                      | Tha Dogg Pound       | Anthony Mandler               |
| 2006 | Say Somethin'                                  | Mariah Carey         | Paul Hunter                   |
| 2006 | Buttons                                        | Pussycat Dolls       | Francis Lawrence              |
| 2006 | Cali Iz Active                                 | Tha Dogg Pound       | Damon Johnson                 |
| 2006 | Go to Church                                   | Ice Cube             | Marcus Raboy                  |
| 2006 | In the Ghetto                                  | Busta Rhymes         | Chris Robinson                |
| 2006 | Let's Ride                                     | The Game             | Little X                      |
| 2006 | That Girl                                      | Pharrell Williams    | Chris Robinson                |
| 2007 | Real Man                                       | Lexington Bridge     |                               |
| 2007 | Happy I Met You                                | The Federation       |                               |
| 2008 | Singh Is Kinng                                 | RDB and Akshay Kumar |                               |
| 2008 | Lose Your Life                                 | The Alchemist        |                               |
| 2009 | Groove on                                      | Timati               |                               |

## Produktioner
- 1994: Murder Was The Case Soundtrack (co-producerad av Suge Knight) (Death Row/Interscope) 1 US
- 1995: A Thin Line Between Love and Hate Soundtrack (Warner Bros.)
- 1996: LBC Crew: Beware Of My Crew (EP) 75 US, 51 R&B, 8 Rap, 23 Dance-Maxi (exekutiv producent)
- 1997: Gridlock'd Soundtrack (Death Row/Interscope) 1 US
- 1998: Smokefest Underground (Lock Down Produktioner)
- 2001: The Wash Soundtrack (co-producerad av Dr. Dre) (Aftermath/Doggystyle/Interscope) 19 US, 31 UK
- 2001: Bones Soundtrack (Doggystyle) 39 US
- 2006: Mandatory Business Soundtrack (med JT the Bigga Figga) (Doggystyle/Get Low) (TBR)